# Keys Glacier
Keys Glacier är en glaciär i Antarktis. Den ligger i Västantarktis. Inget land gör anspråk på området. Keys Glacier ligger 241 meter över havet.
Terrängen runt Keys Glacier är platt norrut, men söderut är den kuperad. Trakten är obefolkad. Det finns inga samhällen i närheten.